# Tourterelle de Socorro
 (janvier 2024).
Si vous disposez d'ouvrages ou d'articles de référence ou si vous connaissez des sites web de qualité traitant du thème abordé ici, merci de compléter l'article en donnant les références utiles à sa vérifiabilité et en les liant à la section « Notes et références ».
Zenaida graysoni
Espèce
Statut de conservation UICN

 EW  : Éteint à l'état sauvage
La Tourterelle de Socorro (Zenaida graysoni) ou Tourterelle de Grayson, est une espèce d'oiseaux appartenant à la famille des Columbidae.

## Description
Cet oiseau mesure de 26 à 34 cm pour une masse de 165 à 215 g.
Son plumage présente une dominante brun roux avec la calotte et la nuque gris bleuté.

## Répartition
Cette espèce n'existe plus à l'état sauvage. Elle était endémique à quelques îles mexicaines.

## Population et conservation
Une population viable existe en captivité aussi cette espèce pourrait être réintroduite dans son milieu naturel si les chats qui l'en ont fait disparaître étaient éliminés.

## Galerie

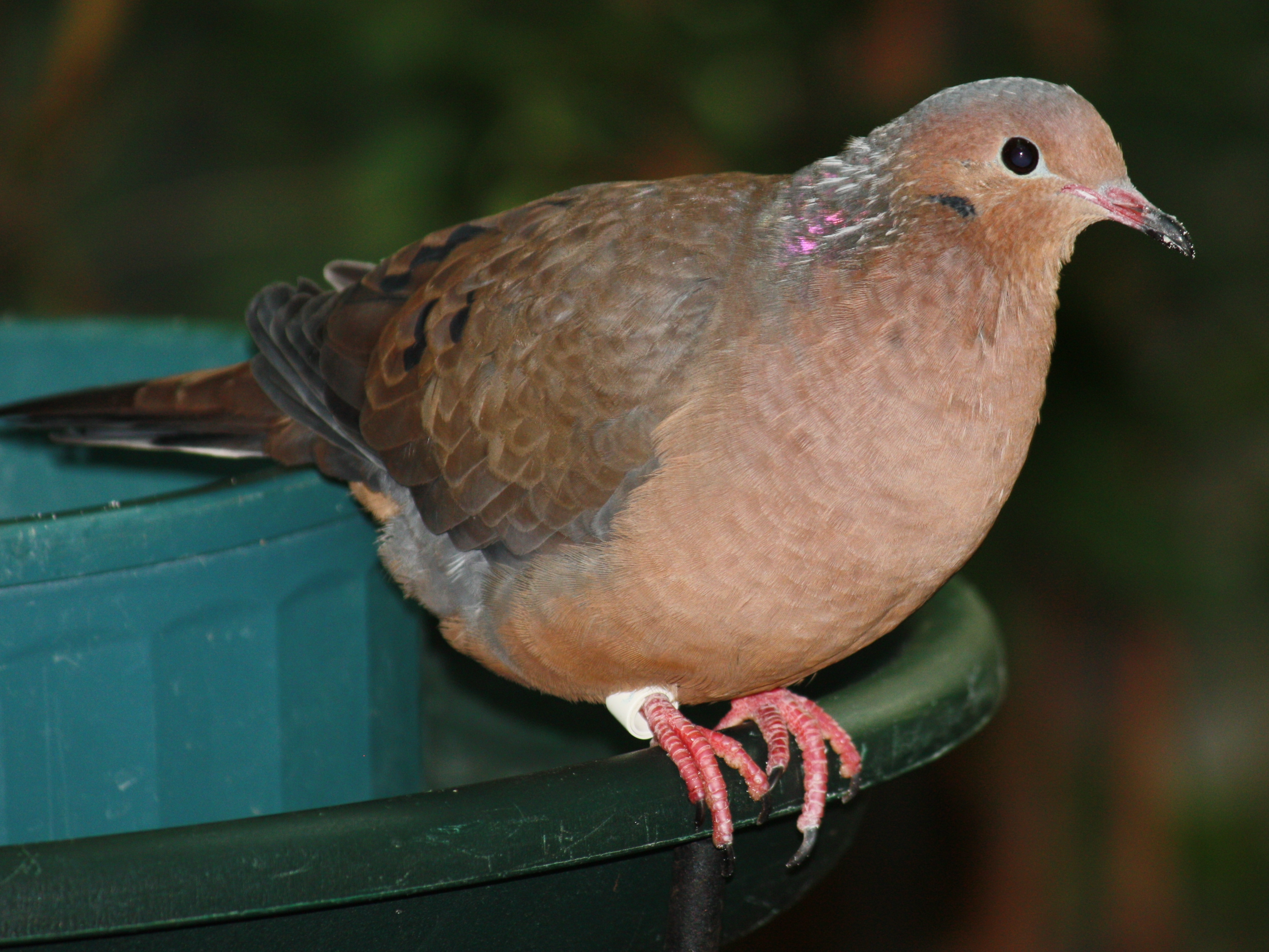
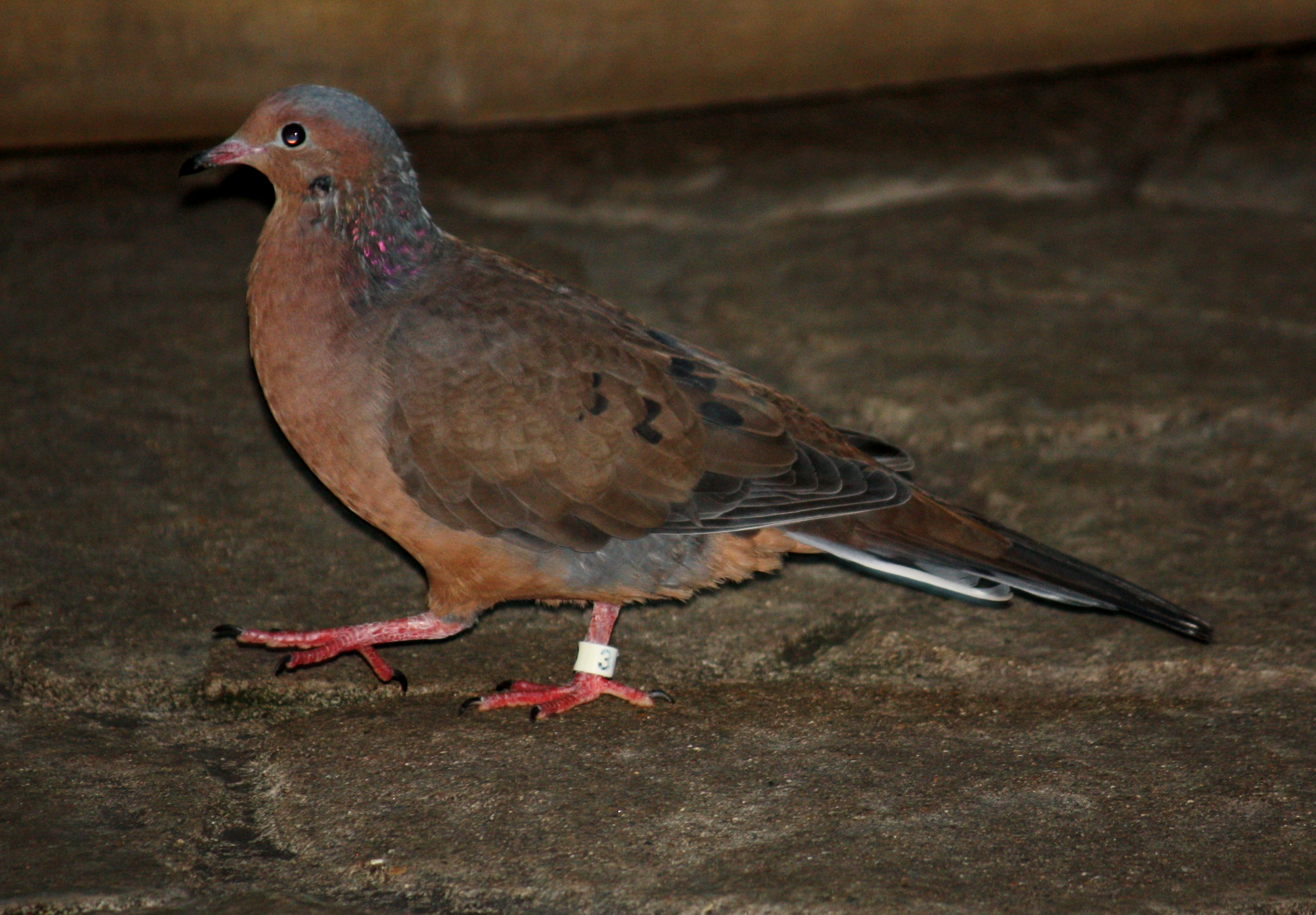
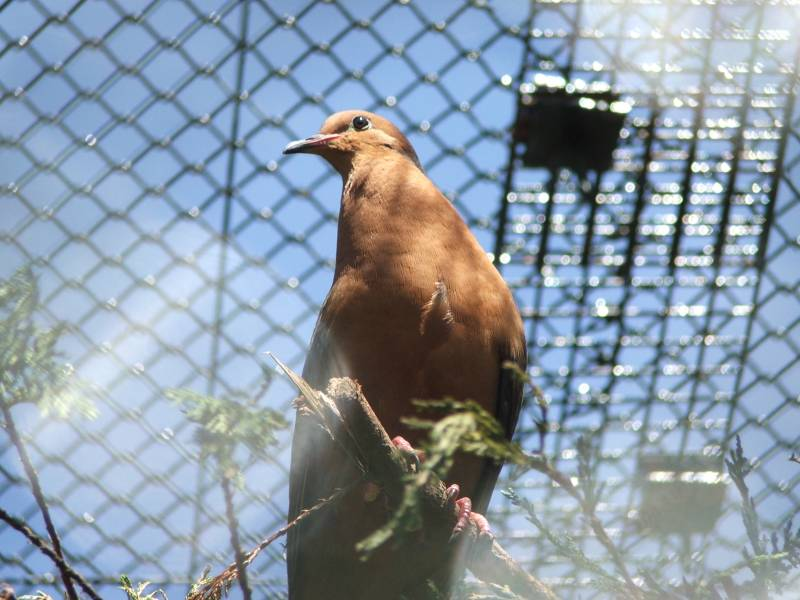
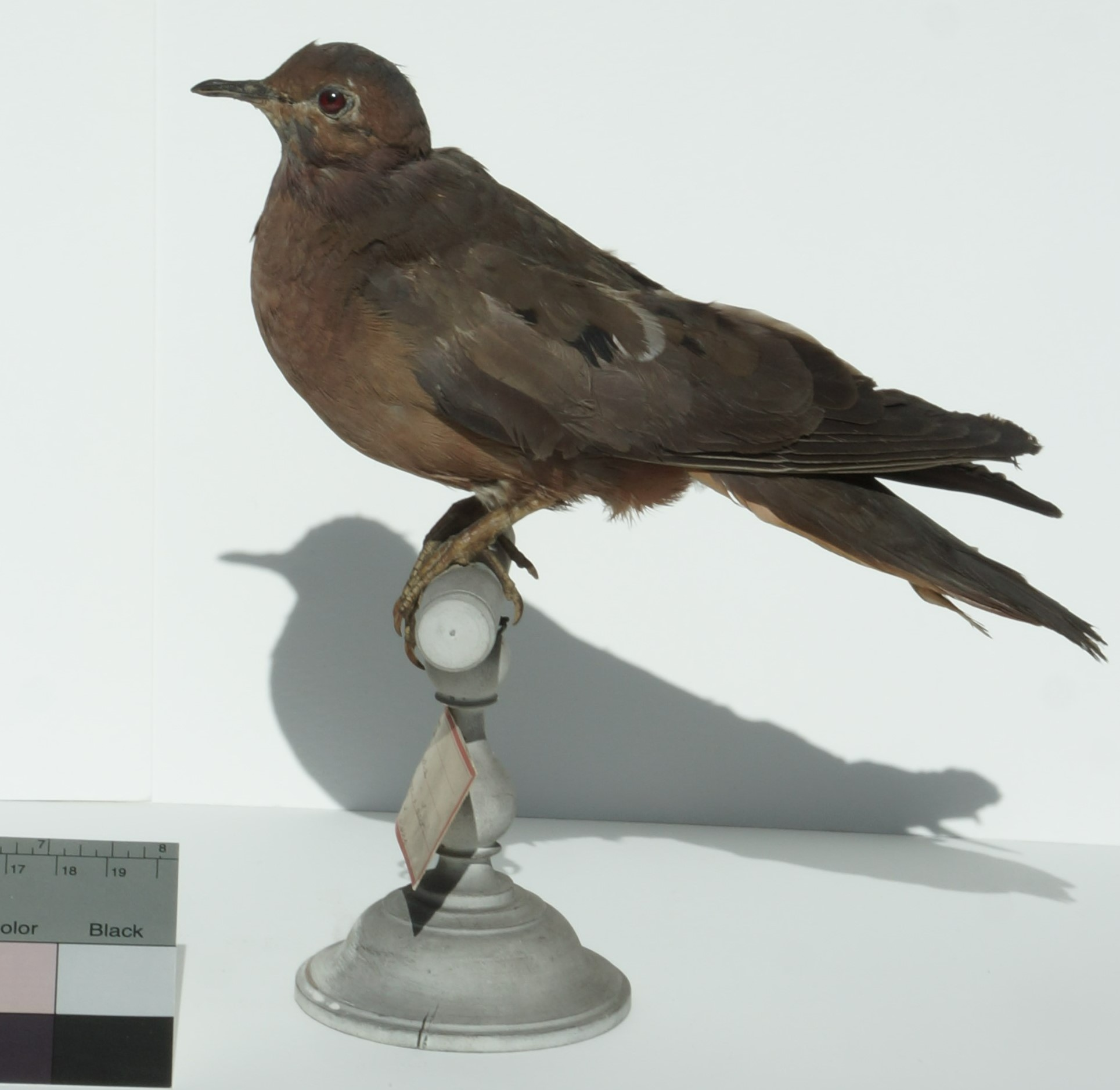
Spécimen de la collection Albert Maës, île de Socorro, avant 1914, BOUM